# Bob Clark
Pour les articles homonymes, voir Clark.
Robert Clark, dit Bob Clark (né le 5 août 1939 à La Nouvelle-Orléans, en Louisiane, États-Unis, mort le 4 avril 2007 à Pacific Palisades, en Californie), est un réalisateur, scénariste, producteur et acteur américain.

## Biographie
Il a passé l'essentiel de sa carrière au Canada et a tourné des films dans des genres très variés : films d'horreur avec Black Christmas (1974) et Le Mort-vivant (1974), thriller avec Meurtre par décret (1979), comédies avec Un fils pour l'été (1980), Porky's (1982) et A Christmas Story (1983), etc.
Bob Clark a été tué le 4 avril 2007, avec son fils de 22 ans Ariel, dans un accident d'automobile à Pacific Palisades, en Californie, provoqué par un conducteur qui circulait, ivre et sans permis de conduire, en sens interdit.

## Filmographie

### Réalisation
| - 1966 : The Emperor's New Clothes - 1967 : She-Man (en) - 1972 : Children Shouldn't Play with Dead Things - 1974 : Le Mort-vivant (Dead of Night) - 1974 : Black Christmas - 1976 : Breaking Point (en) - 1979 : Meurtre par décret (Murder by Decree) - 1980 : Un fils pour l'été (Tribute) - 1982 : Porky's - 1983 : Porky's II: The Next Day - 1983 : A Christmas Story - 1984 : Le Vainqueur (Rhinestone) - 1985 : Turk 182! - 1987 : From the Hip | - 1990 : Loose Cannons - 1993 : The American Clock (TV) - 1994 : Une maison de fous - 1995 : Fudge-A-Mania (TV) - 1995 : Le Bonheur au galop (Derby) (TV) - 1996 : Stolen Memories: Secrets from the Rose Garden (en) (TV) - 1998 : The Ransom of Red Chief (TV) - 1999 : I'll Remember April (en) - 1999 : P'tits génies (Baby Geniuses) - 2000 : Un rôle pour la vie (en) (Catch a Falling Star) (TV) - 2002 : Now & Forever (en) - 2003 : Maniac Magee (en) (TV) - 2004 : The Karate Dog - 2004 : SuperBabies: Baby Geniuses 2 |

### Scénario
- 1967 : She-Man (en)
- 1972 : Children Shouldn't Play with Dead Things
- 1982 : Porky's
- 1983 : Porky's II: The Next Day
- 1983 : A Christmas Story
- 1987 : From the Hip
- 1990 : Loose Cannons
- 1994 : It Runs in the Family (en)
- 1999 : P'tits génies (Baby Geniuses)
- 2000 : The Dukes of Hazzard: Hazzard in Hollywood (TV)

### Production
- 1972 : Children Shouldn't Play with Dead Things
- 1974 : Deranged (en)
- 1974 : Le Mort-vivant (Dead of Night)
- 1974 : Black Christmas
- 1976 : Breaking Point (en)
- 1979 : Meurtre par décret (Murder by Decree)
- 1982 : Porky's
- 1983 : Porky's II: The Next Day
- 1983 : A Christmas Story
- 1987 : From the Hip
- 1991 : Popcorn

### Acteur
- 1974 : Le Mort-vivant (Dead of Night) : Officier Ted
- 1974 : Black Christmas : Prowler Shadow / Voix au téléphone
- 1983 : A Christmas Story : Swede
- 1993 : The American Clock (TV) : Second Piano Man
- 1995 : Le bonheur au galop (Derby) : Auctioneer
- 1998 : The Ransom of Red Chief (TV) : M. Hooper
- 1998 : My Neighbor's Daughter (TV) : maire de la ville
- 2002 : Stages : Bobby